# Arslan Hane

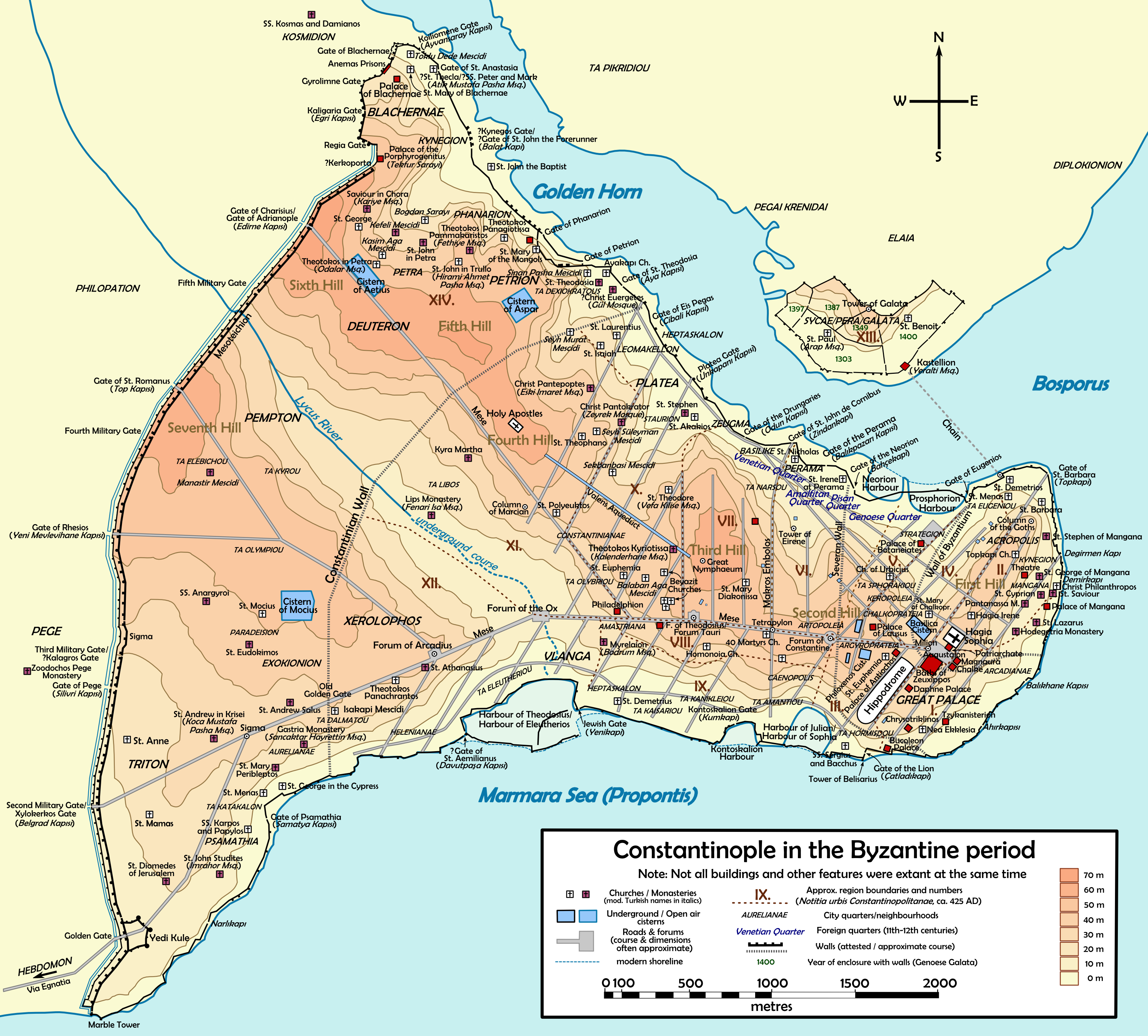
Mappa di Costantinopoli bizantina. L'Arslan Hane - non mostrato sulla mappa - si trova nella parte più orientale della città murata, a sud della Hagia Sophia e a sinistra della Chalke.

L'Arslan Hane (turco per "riparo del leone", anche Arslanhane) era una chiesa bizantina ortodossa convertita in un edificio profano dagli ottomani a Istanbul, in Turchia. La Chiesa era dedicata al Cristo della Chalke (in greco Χριστός τῆς Χαλκῆς?), a causa dell'immagine del Salvatore ("Cristo Chalkites") incorniciata sopra l'ingresso principale della vicina Porta della Chalke. Questo edificio, il cui nome deriva forse dalle sue porte o tegole in bronzo (in greco chálkeos), era il monumentale vestibolo del Gran Palazzo di Costantinopoli. La chiesa sconsacrata, già pesantemente danneggiata dal fuoco, fu demolita nel 1804.

## Ubicazione
L'edificio si trovava a Istanbul, nel distretto di Fatih (che coincide con la città murata), nella mahalle (quartiere) di Sultanahmet, a circa 200 m a sud della Basilica di Santa Sofia, non lontano dalla Colonna di Giustiniano e alla sinistra della Porta della Chalke del Gran Palazzo, entrambi scomparsi.

## Storia

### Età bizantina

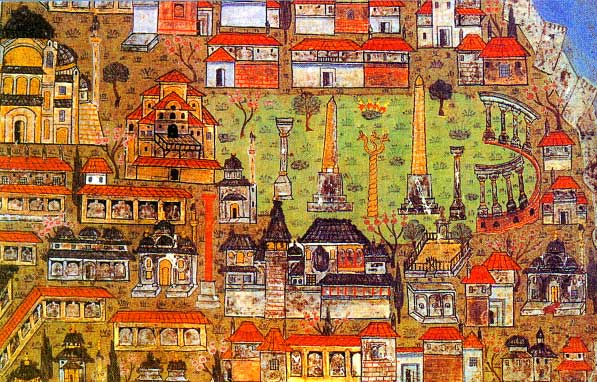
Miniatura dell'Ippodromo di Costantinopoli del Miniaturista ottomano Matrakci Nasuh, dipinta nel 1536. L'Arslan Hane è il grande edificio a cupola rosso-arancio con una terrazza, appena a sinistra del prato fiorito (l'ex sito dell'Ippodromo) e a destra della Basilica di Santa Sofia

Nel decimo secolo, l'imperatore Romano I Lecapeno eresse nei pressi della Chalke una cappella dedicata a Cristo Chalkites, il nome dell'immagine di Gesù che adornava l'ingresso principale dello Chalke. Questa immagine - essendo uno dei principali simboli religiosi della città - ebbe grande importanza durante il periodo iconoclastico. Il santuario era così piccolo che non poteva contenere più di quindici persone. Nel 971, l'imperatore Giovanni I Zimisce ingrandì la cappella, costruendo una chiesa a due piani per celebrare la sua vittoria contro la Rus' di Kiev, e dotandola di un clero di 50 membri. Il nuovo edificio, che fu costruito in parte utilizzando materiale proveniente dai vicini bagni del palazzo "tou oikonomíou", che era già in rovina, era riccamente decorato. Giovanni I fu sepolto nella cripta della chiesa nel 976. Nel 1183, Andronico I Comneno fu proclamato imperatore qui, in associazione con il giovane imperatore Alessio II Comneno, che fu messo a morte subito dopo. Secondo un pellegrino russo, nel secondo quarto del XV secolo la chiesa era ancora in uso.

### Età Ottomana
Dopo la caduta di Costantinopoli in mano agli ottomani nel 1453, vicino alla chiesa fu collocato l'ostello dei genieri (in turco: Cebehane), e la chiesa fu abbandonata. Successivamente, come la vicina Chiesa di San Giovanni a Dihippion, il piano terra dell'edificio venne utilizzato per ospitare gli animali selvatici (leoni - da cui il nome turco, Arslan hane - tigri, elefanti, ecc.) destinati al corte del Sultano nel vicino Palazzo di Topkapı. Allo stesso tempo, il piano superiore, dopo che vennero murate le finestre, servì per alloggiare gli affrescatori e i miniaturisti attivi nel Palazzo del Sultano (turco: Nakkaş hane). Nel 1741 un incendio nel quartiere di Hagia Sophia danneggiò l'edificio, così come i vicini Bagni di Haseki Hürrem Sultan. Nel 1802 il piano superiore prese fuoco e nel 1804 l'edificio fu demolito. Negli anni seguenti numerosi incendi colpirono i nuovi edifici costruiti sul sito, finché nel 1846-48 l'architetto svizzero italiano Gaspare Fossati costruì sullo stesso sito la sede principale della nuova Università di Istanbul.

## Descrizione
Della prima cappella è noto solo che due colonne di marmo usate per la sua costruzione furono portate da Salonicco. Una rappresentazione della città appartenente alla Cronaca di Norimberga del 1493, e un'altra del 1532 dipinta da Nasûh al Matrakçî, e un'incisione in un libro di geografia pubblicato a Venezia nel 1804 sono le uniche tre immagini esistenti della chiesa, sebbene in quest'ultima l'edificio sia rappresentato come già in rovina. L'edificio sembra costruito con bugnato e mattoni, con una pianta centrale e due piani sormontati da una cupola. Il piano superiore era fiancheggiato da due mezze cupole ed era preceduto da un terrazzo. Entrambi i piani erano illuminati da finestre. Internamente la chiesa era adornata da preziosi vasi e icone (come la famosa icona della Vergine proveniente da Beirut), e riccamente decorata con dipinti e mosaici. I resti di questi, così come delle iscrizioni in greco, erano ancora visibili all'interno fino al XVIII secolo. Giovanni I Zimisce dotò la chiesa di numerose reliquie, tra cui i presunti sandali di Gesù e i capelli di San Giovanni Battista, e fece costruire la propria tomba, in oro e smalto, nella cripta.